# تششمة سرنجة (مقاطعة دورود)
تششمة سرنجة (بالفارسية: چشمه سرنجه) هي قرية تقع في قسم دورود الريفي (مقاطعة دورود) في إيران. يقدر عدد سكانها بـ 469 نسمة بحسب إحصاء 2016.